# Антоха
Антоха (лат. Antocha) — род комаров-болотниц из подсемейства Limoniinae (Limoniidae). Более 150 видов.

## Распространение
Ориентальная область (74 вида), Палеарктика (43), Palaearctic & Oriental (7), Неарктика (7), Афротропика (21), Австралия (2), Океания (1). В России 9 видов. Для СССР указывалось 16 видов.

## Описание
Мелкие и среднего размера комары разнообразной окраски (от серо-чёрной до желтовато-оранжевой). Тело удлинённое, ноги длинные, тонкие. Простые глазки и шпоры отсутствуют. Длина взрослых особей как правило менее 1 см (от 3 до 9 мм). Личинки имеют длину около 1 см. Усики самок и самцов длинные 16-члениковые. Крылья широкие с почти прямым анальным углом; жилка R ответвляется от радиального сектора Rs почти под острым углом. Имаго обитают у берегов каменистых и быстротекущих водоёмов и водопадов. Яйцекладка происходит в воду. Личинки апнейстические (без дыхалец на анальном сегменте). Куколки и личинки (гидробионты и реофилы) живут в водоёмах в шёлковых чехликах (среди мхов и водорослей на подводных камнях и скалах), дышат всей поверхностью тела. Описаны 2 ископаемых вида рода Antocha: один из олигоцена Северной Америки (Evenhuis, 1994),
а другой, предварительно включённый в этот род, описан из мелового бирманского янтаря Мьянмы (Podenas and Poinar, 2009).

## Систематика
3 подрода (Antocha, Orimargula и Proantocha) и более 150 видов. Вместе с родами Elliptera, Orimarga и Thaumastoptera выделяют в отдельную трибу Antochini в подсемействе Limoniinae (Limoniidae). Род был впервые выделен в 1860 году российским энтомологом и дипломатом Робертом Романовичем Остен-Сакеном (1828—1906).

### Список видов
- Подрод Antocha Osten Sacken, 1860
  - A. aciculifera Alexander, 1974
  - A. aegina Alexander, 1970
  - A. amblystyla Alexander, 1963
  - A. angusticellula Alexander, 1969[9]
  - A. angustiterga Alexander, 1949[10]
  - A. arjuna Alexander, 1969[9]
  - A. attenuata Alexander, 1969[9]
  - A. basivena Alexander, 1936
  - A. biacus Savchenko, 1981[11]
  - A. biarmata Alexander, 1940[12]
  - A. bidens Alexander, 1932
  - A. bidigitata Alexander, 1954[13]
  - A. bifida Alexander, 1924[14]
  - A. biobtusa Alexander, 1968[15]
  - A. brevifurca Alexander, 1974
  - A. brevinervis Alexander, 1924[14]
  - A. brevistyla Alexander, 1924[14]
  - A. capitella Alexander, 1941
  - A. confluenta Alexander, 1926
  - A. constricta Alexander, 1932
  - A. dafla Alexander, 1969[9]
  - A. decurvata Alexander, 1941
  - A. decussata Alexander, 1973
  - A. dentifera Alexander, 1924[14]
  - A. dilatata Alexander, 1924[14]
  - A. emarginata Alexander, 1938[16]
  - A. exilistyla Alexander, 1969[9]
  - A. flavidibasis Alexander, 1938[16]
  - A. flavidula Alexander, 1936
  - A. fortidens Alexander, 1933
  - A. fusca Edwards, 1928[17]
  - A. gladiata Alexander, 1974
  - A. globulosa Alexander, 1973
  - A. glycera Alexander, 1969[9]
  - A. gracillima Alexander, 1924[14]
  - A. hirtipes Savchenko, 1971[18]
  - A. hyperlata Alexander, 1968[15]
  - A. incurva Alexander, 1968[15]
  - A. indica Brunetti, 1912
  - A. integra Alexander, 1940[12]
  - A. javanensis Alexander, 1915
  - A. khasiensis Alexander, 1936
  - A. koreana Podenas & Byun, 2014[19]
  - A. lacteibasis Alexander, 1935
  - A. latifurca Alexander, 1969
  - A. latistilus Torii, 1992[20]
  - A. libanotica Lackschewitz, 1940[21]
  - A. lindneri (Nielsen, 1963)
  - A. longispina Alexander, 1969[9]
  - A. macrocera Alexander, 1970
  - A. madrasensis Alexander, 1970
  - A. mara Alexander, 1970
  - A. microcera Alexander, 1974
  - A. minuticornis Alexander, 1931
  - A. mitosanensis Torii, 1992[20]
  - A. monticola Alexander, 1917
  - A. multidentata Alexander, 1932
  - A. mysorensis Alexander, 1974
  - A. nebulipennis Alexander, 1931
  - A. nebulosa Edwards, 1928[17]
  - A. neoflavella Alexander & Alexander, 1973
  - A. nigribasis Alexander, 1932
  - A. obtusa Alexander, 1925[22]
  - A. opalizans Osten Sacken, 1860
  - A. ophioglossa Alexander, 1954[13]
  - A. ophioglossodes Alexander, 1968[15]
  - A. pachyphallus Alexander, 1971
  - A. pallidella Alexander, 1933
  - A. parvicristata Alexander, 1971
  - A. peracuta Alexander, 1971
  - A. perattenuata Alexander, 1971
  - A. perobtusa Alexander, 1971
  - A. perstudiosa Alexander, 1958
  - A. phoenicia Thomas and Dia, 1982
  - A. pictipennis Alexander, 1949
  - A. picturata Alexander, 1936
  - A. platyphallus Alexander, 1935
  - A. platystylis Alexander, 1974
  - A. plumbea Alexander, 1936
  - A. postnotalis Alexander, 1974
  - A. prolixistyla Alexander, 1971
  - A. pterographa Alexander, 1953
  - A. quadrifurca Alexander, 1971
  - A. quadrirhaphis Alexander, 1971
  - A. ramulifera Savchenko, 1983[23]
  - A. rectispina Alexander, 1954[13]
  - A. retracta Edwards, 1933[17]
  - A. sagana Alexander, 1932
  - A. satsuma Alexander, 1919[24]
  - A. saxicola Osten Sacken, 1860
  - A. scapularis Alexander, 1968[15]
  - A. scelesta Alexander, 1936
  - A. scutella Alexander, 1973
  - A. scutifera Alexander, 1973
  - A. setigera Alexander, 1933
  - A. shansiensis Alexander, 1954[13]
  - A. sparsipunctata Alexander, 1936
  - A. spiralis Alexander, 1932
  - A. stenophallus Alexander, 1974
  - A. streptocera Alexander, 1949
  - A. studiosa Alexander, 1951
  - A. styx Alexander, 1930[25]
  - A. subconfluenta Alexander, 1930
  - A. taiwanensis Alexander, 2015[2]
  - A. thienemanni Alexander, 1931
  - A. triangularis (Brunetti, 1912)
  - A. tuberculata Torii, 1992[20]
  - A. turkestanica de Meijere, 1921
  - A. unicollis Alexander, 1968[15]
  - A. unilineata Brunetti, 1912
  - A. vitripennis (Meigen, 1830)
  - A. yatungensis Alexander, 1963
- Подрод Orimargula Mik, 1883
  - A. almorae Alexander, 1970
  - A. alpigena (Mik, 1883)
  - A. australiensis (Alexander, 1922)
  - A. brevicornis Alexander, 1960
  - A. brevifurca Alexander, 1970
  - A. brevisector Alexander, 1970
  - A. brevivena (Edwards, 1928)
  - A. delibata Riedel, 1914
  - A. flavella (Alexander, 1926)
  - A. gracilicornis (Edwards, 1925)[17]
  - A. gracilipes (Alexander, 1927)
  - A. griseipennis (Alexander, 1920)[26]
  - A. hintoni Alexander, 1967
  - A. indumeni Alexander, 1956
  - A. intermedia (Edwards, 1928)[17]
  - A. kraussi Alexander, 1955
  - A. longicornis (Alexander, 1921)
  - A. maculipleura Edwards, 1933[17]
  - A. melina Alexander, 1957
  - A. mesocera Alexander, 1931
  - A. minuscula Alexander, 1963
  - A. multispina Alexander, 1956
  - A. nigristyla Alexander, 1956
  - A. papuensis Alexander, 1953
  - A. pauliani Alexander, 1953
  - A. pedekiboana Lindner, 1958
  - A. philippina (Alexander, 1917)
  - A. possessiva Young, 1994
  - A. praescutalis Alexander, 1936
  - A. prefurcata Alexander, 1950
  - A. quadrispinosa Alexander, 1963
  - A. salikensis Alexander, 1958
  - A. schmidi Alexander, 1958
  - A. setosa Alexander, 1960
  - A. simplex Alexander, 1970
  - A. sparsissima Alexander, 1974
  - A. tana Alexander, 1972
  - A. tanycera Alexander, 1963
  - A. tasmanica (Alexander, 1928)
  - A. transvaalia (Alexander, 1921)
  - A. venosa Alexander, 1964
- Подрод Proantocha Alexander, 1919
  - A. spinifer Alexander, 1919[24]
  - A. uyei (Alexander, 1928)